# كأس الاتحاد الإنجليزي 2017–18
كأس الاتحاد الإنجليزي 2017–18 (بالإنجليزية: 2017–18 FA Cup)‏ هو الموسم 137 من  كأس الاتحاد الإنجليزي. أقيم خلال الفترة 5 أغسطس 2017 وحتى 19 مايو 2018، وكان عدد الأندية المشاركة فيه  124، وفاز فيه تشيلسي.